# By the Blessing of Satan
By the Blessing of Satan è il secondo album in studio del gruppo black metal finlandese Behexen, pubblicato nel 2004.

## Tracce
1. By the Blessing of Satan – 4:25
2. Fist of the Satanist – 7:43
3. Sieluni Saatanan Vihasta Roihuten – 6:36
4. Celebration of Christ's Fall – 5:42
5. Black Metal Baptism – 7:16
6. Watchers of My Black Temple – 8:26
7. Under the Eye of Lord – 7:17

## Formazione
- Hoath Torog - voce
- Gargantum - chitarra
- Veilroth - chitarra
- Lunatic - basso
- Horns - batteria